# Cinderella (film, 1977)
Pour les articles homonymes, voir Cinderella.
Pour plus de détails, voir Fiche technique et Distribution.
Cinderella est un film érotique américain réalisé par Michael Pataki, sorti en 1977.

## Fiche technique
- Titre : Cinderella
- Réalisation : Michael Pataki
- Scénario : Frank Ray Perilli d'après Cendrillon de Charles Perrault
- Production : Albert Band, Charles Band, Ron Domont et Lenny Shabes
- Musique : Andrew Belling
- Photographie : Joseph Mangine
- Montage : Laurence Jacobs
- Pays d'origine :  États-Unis
- Format : Couleurs - 2,35:1
- Genre : Érotique, musical
- Durée : 94 minutes
- Date de sortie : 1977

## Distribution
- Cheryl Smith : Cinderella
- Yana Nirvana : Drucella
- Marilyn Corwin : Marbella
- Jennifer Doyle : Belle-mère
- Sy Richardson : Marraine
- Brett Smiley : Prince
- Kirk Scott : Lord Chamberlain
- Boris Moris : Roi
- Pamela Stonebrook : Reine